# Fontenay, Eure

Fontenay este o comună în departamentul Eure, Franța. În 1 ianuarie 2018 avea o populație de 252 de locuitori.